# Церковь Святого Ласло
Церковь Святого Ласло (словац. Kostol svätého Ladislava) — римский католический костёл в словакском городе Братислава. Сакральное здание в районе Старого города, на улице Шпитальска, построенное в 1831 году, посвящено королю Ласло I Святому. Является памятником архитектуры и культурным наследием города Братислава. Костёл является частью четырехэтажного здания городской больницы.

## История
Церковь Святого Ласло - одно из старейших сакральных построек города. Настоящее здание церкви уже третье сооружение на этом месте. Согласно сохранившемся документам от июня 1309 года, на этом месте, в пригороде Братиславы перед Лауринскими воротами, была основана больница ордена Антониев, которая была пристроена к существовавшим часовне и монастырю. Это здание просуществовало здесь до конца XIV века. На его месте в 1397 году была построена новая больница с часовней, посвященная Святому Ласло.
В 1428 году Братислава оказалась перед угрозой нападения гуситами. Однако город, скрытый надежными стенами, не был захвачен, но строения перед ними были сильно разрушены. Поскольку больница также не избежала разграбления, необходимо было отремонтировать здание после нашествия, одновременно была проведена и реконструкция монастыря.
Весь комплекс зданий исполнял своё назначению до 1529 года, когда было принято решение снести строения при подготовке к оборонительным действиям от турецкого нашествия.
Здание новой больницы было построено в 1543 году. Возле больнице было обустроено кладбище. Больница имела два крыла первого этажа со сводчатыми сводами на средних столбах. Во дворе были размещены и другие постройки; справа от уличного флигеля находилась однонефная часовня Святого Ласло. В начале XIX века здание находилось в очень запущенном состоянии, часовню пришлось закрыть из соображений безопасности.
Настоящее здание построено на благотворительные средства верующих католиков. Венгерский монарх Фердинанд V вместе с архиепископом Эстергома кардиналом Александром Руднаем лично присутствовал при закладке первого камня в фундамент здания в 1830 году, возведённого во славу Бога и защиты пострадавших граждан. Об этом свидетельствует надпись на входе в костёл.
Изначально у церкви не было башни. Её строительство было осуществлено в декабре 1830 года. Строительство всего здания было завершено в 1831 году, и в том же году, 7 и 8 сентября был совершён чин освящения церкви.

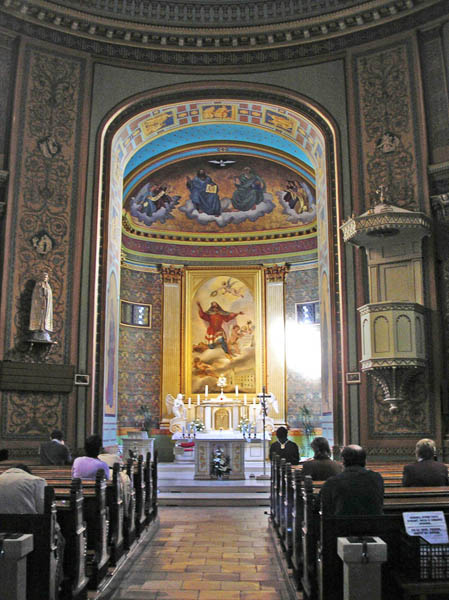
Центральный алтарь

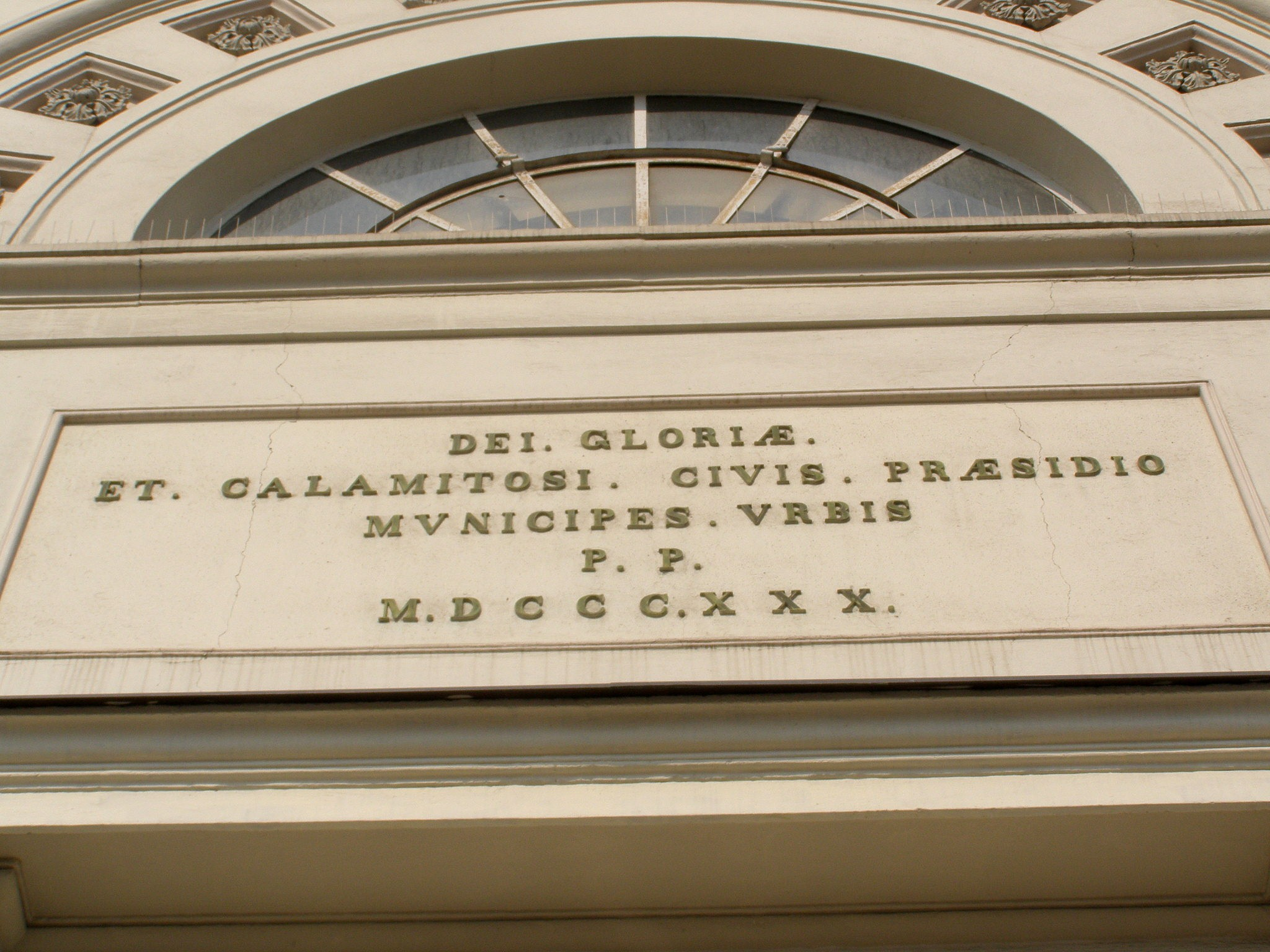
Надпись над входом в костёл

## Архитектура
Просторное четырехэтажное здание с однонефной церковью в центральной части. Сакральное здание с куполом построено по овальному плану с радиальными часовнями. Фасад больницы размещён по ширине улицы, посередине возведён фасад церкви, который завершён встроенной квадратной башней с колокольней и пирамидальной крышей. На фасаде преобладают полукруглое окно и массивный тимпан.
В 1891 году Франтишек Сторно улучшил здание церкви. Он разработал проект цветных окон, которые через год были изготовлены в Шопроне. Первоначально окрашенный в белый цвет, в 1927 году церковный художник Ф. Грюнвинд расписал внутреннее убранство церкви фигуральными фресками, подарив интерьеру классический характер.
На стене в церкви висит большая картина Апофеоз Святого Ласло I, работа художника Фердинанда Лютгендорфа 1830 года; в нижнем плане картины можно увидеть церковь Святого Ласло с больницей. Люнет над главным алтарем заполнен мозаикой с мотивом Святой Троицы.
Боковой алтарь святой Анны выполнен в стиле классицизма и был написан венским художником Йозефом Клиглем в 1830 году. Этим же годом датируется картина венского художника Майера «Христос на кресте», которая установлена на боковом алтаре Голгофы.

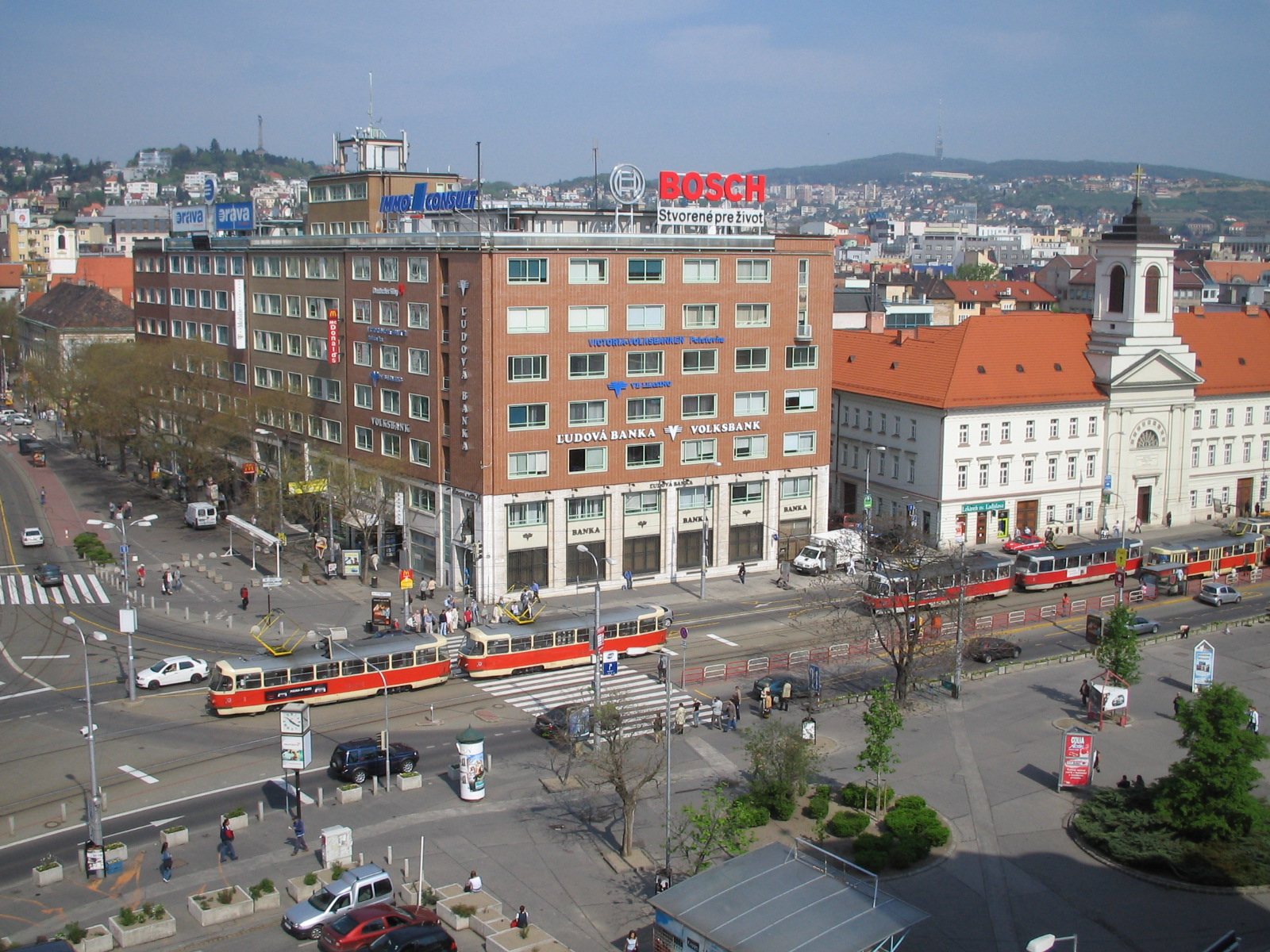
Общий вид улицы с церковью

Справа от входа в неф находится имитация пещеры Лурдес в нише, созданная в 1929 году известным братиславским скульптором Алойзом Ригелем.